# Jordi I de Còrcira
Jordi I de Còrcira va ser un bisbe grec de l'illa de Còrcira o Corfú, que tenia el favor de l'emperador Manuel I Comnè.
L'emperador li va encarregar de fortificar la ciutat de Corfú, arrabassada als normands l'any 1154. L'emperador Frederic Barba-roja va intentar que els romans d'Orient abandonessin l'illa, buscant la complicitat de Jordi I, però no ho va aconseguir. El 1178 Manuel Comnè va enviar a Jordi I al Concili del Laterà (XI concili general) a Roma, també per entrevistar-se amb Frederic Barba-roja, però es va posar malalt a Bríndisi o potser a Òtranto i el concili es va tancar abans que es recuperés. Després encara va tornar a Corfú.